# 羅扎利夫卡 (科托夫斯克區)
47°40′50″N 29°37′52″E / 47.68056°N 29.63111°E
羅扎利夫卡（烏克蘭語：Розалівка）是位於烏克蘭西南部的村莊，由敖德萨州波季利斯克区的庫亞利尼克市鎮負責管轄。該村始建於1864年，面積0.78平方公里，海拔高度160米，2001年人口266，人口密度每平方公里341.03人。